# Aloys Lenz
Aloys Lenz (ur. 10 lutego 1910 w Vochem, zm. 1 marca 1976 w Brühl) – niemiecki polityk i działacz związkowy, parlamentarzysta krajowy i europejski.

## Życiorys
Odbył szkolenie w zawodzie ślusarza, następnie ukończył wieczorową szkołę techniczną przemysłu metalowego w Kolonii. Kształcił się później do 1931 w szkole ekonomii i administracji w Düsseldorfie. Do 1933 działał w chrześcijańskim związku zawodowym, który następnie rozwiązano. Pracował w wyuczonym zawodzie w przemyśle chemicznym. Po II wojnie światowej objął funkcję sekretarza w związku zawodowym IG Bergbau, został jednym z założycieli Federacji Niemieckich Związków Zawodowych.
Zaangażował się w działalność Unii Chrześcijańsko-Demokratycznej. Był radnym Brühl (do 1948) i powiatu Kolonia (1945–1961), a od 1947 do 1950 zasiadał w landtagu Nadrenii Północnej-Westfalii. Od 1949 do 1969 deputowany Bundestagu, a od 1953 do 1970 także poseł do Zgromadzenia Europejskiej Wspólnoty Węgla i Stali (od 1958 Parlamentu Europejskiego).
W 1968 odznaczony Krzyżem Oficerskim Orderu Zasługi Republiki Federalnej Niemiec.